# Villefranche-d'Allier
Villefranche-d'Allier je francouzská obec v departementu Allier v regionu Auvergne. V roce 2011 zde žilo 1 324 obyvatel.

## Sousední obce
Bézenet, Deneuille-les-Mines, Doyet, Murat, Saint-Priest-en-Murat, Sauvagny, Tortezais

## Vývoj počtu obyvatel
Počet obyvatel 